# Gustine (Texas)
Pour les articles homonymes, voir Gustine (homonymie).
Gustine est une ville située au sud-est du comté de Comanche, au Texas, aux États-Unis,.  Il est incorporé en 1915.

## Démographie
Lors du recensement de 2010, la ville comptait une population de 476 habitants. Elle est également estimée, en 2016, à 456 habitants.

### Source de la traduction
- (en) Cet article est partiellement ou en totalité issu de l’article de Wikipédia en anglais intitulé « Gustine, Texas » (voir la liste des auteurs).